# 佳能 EOS 5D
Canon EOS 5D 是一部一千两百万像素级别的数码单镜反光相机(DSLR)，属于佳能 EOS系列。佳能于2005年8月22日推出此相机。5D的市场定位高于Canon EOS 40D，低于EOS 1D Mark III与EOS-1Ds Mark III。
EOS 5D并不是佳能第一款135mm全画幅EOS数码单反相机，不過卻是第一款全畫幅機型使用標準機身（相對於使用有直向把手設計的"專業"機身）。另外5D系列受到矚目的是它推出的市場價格讓全畫幅機大幅降到平價的3000美元。相較當時市場上唯一另一款全畫幅DSLR機型是佳能EOS 1Ds，價格大約是5D的兩倍左右。5D一直保持是市場上最便宜的全幅機型有一段很長的時間，儘管後來新機的價格已經跌落至少原價的30%左右。
得益于全画幅，5D可以在高ISO情况得到相对较低噪声的照片，这也允许了用户在暗光条件下摄影而得到高宽容度的照片。
2008年9月17日，佳能发布5D的继任机型——Canon EOS 5D Mark II。

## 参见

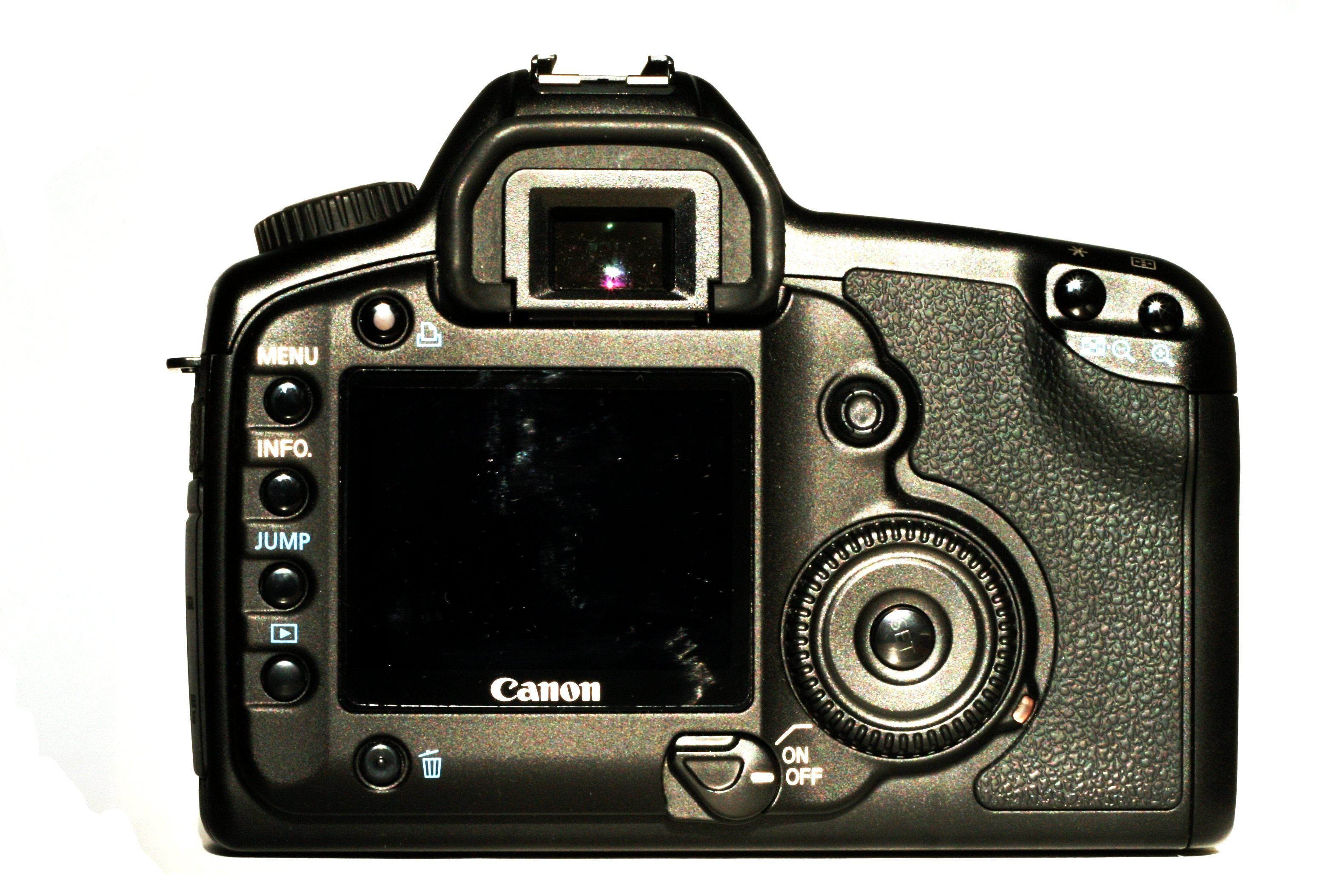
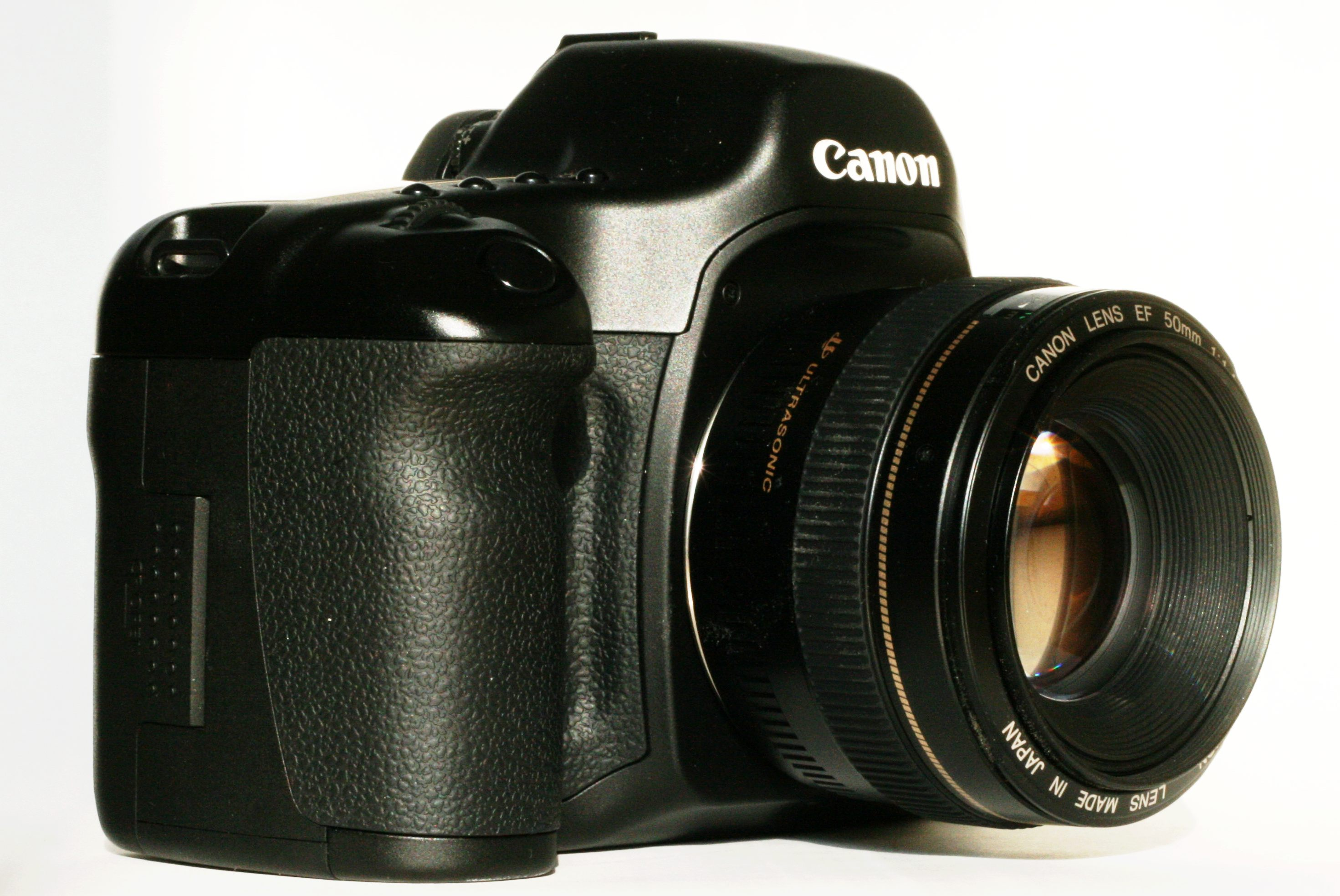
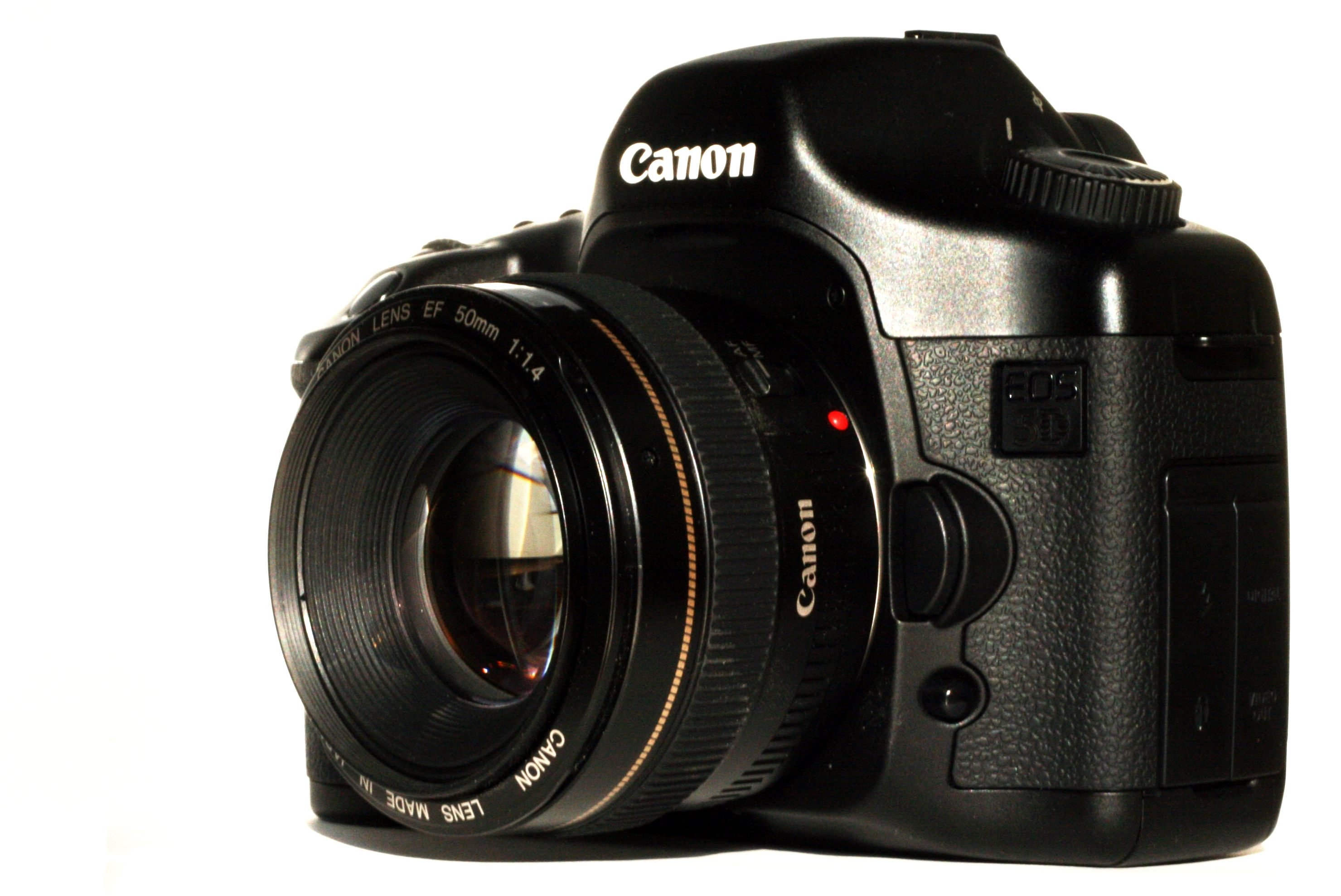
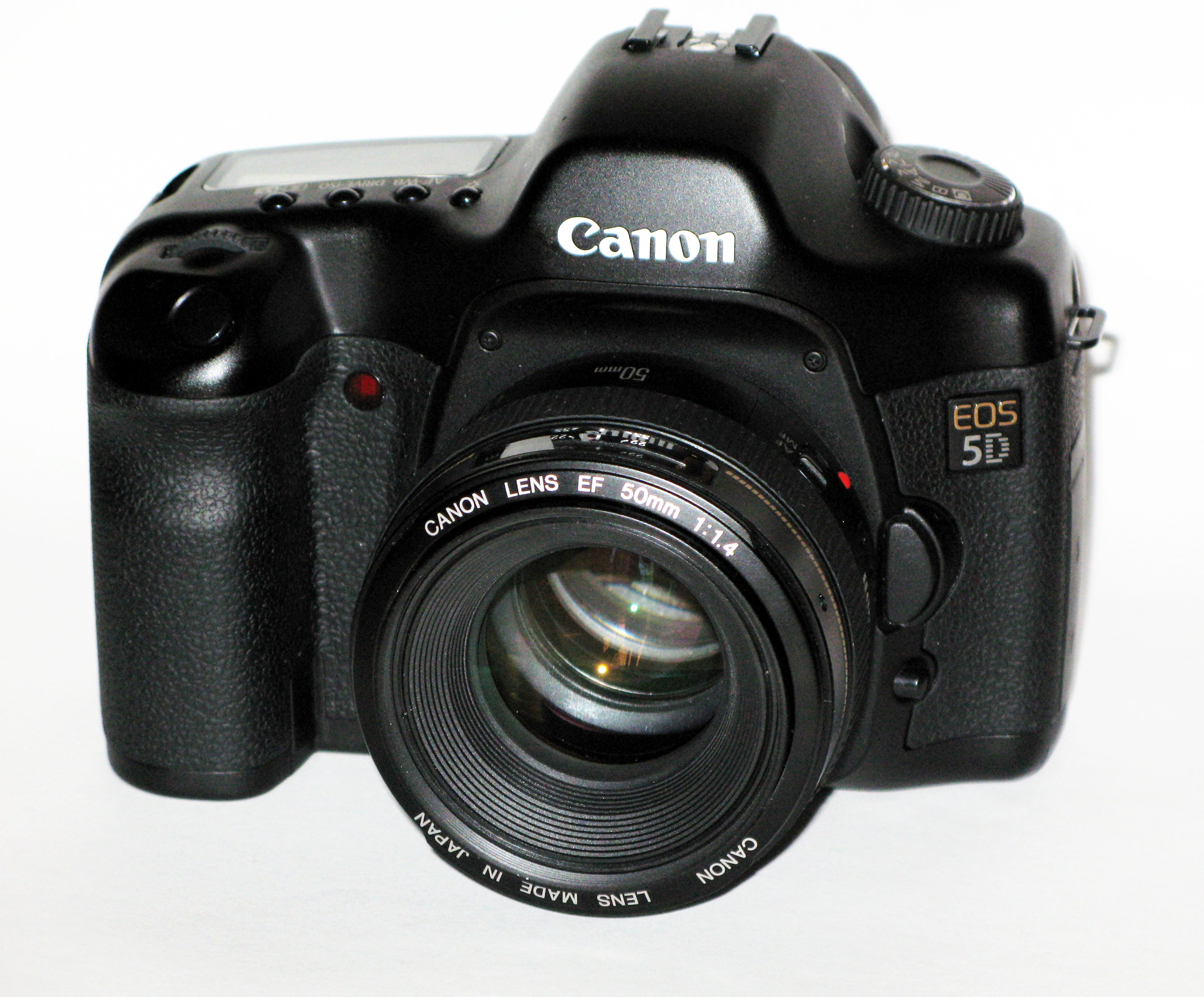
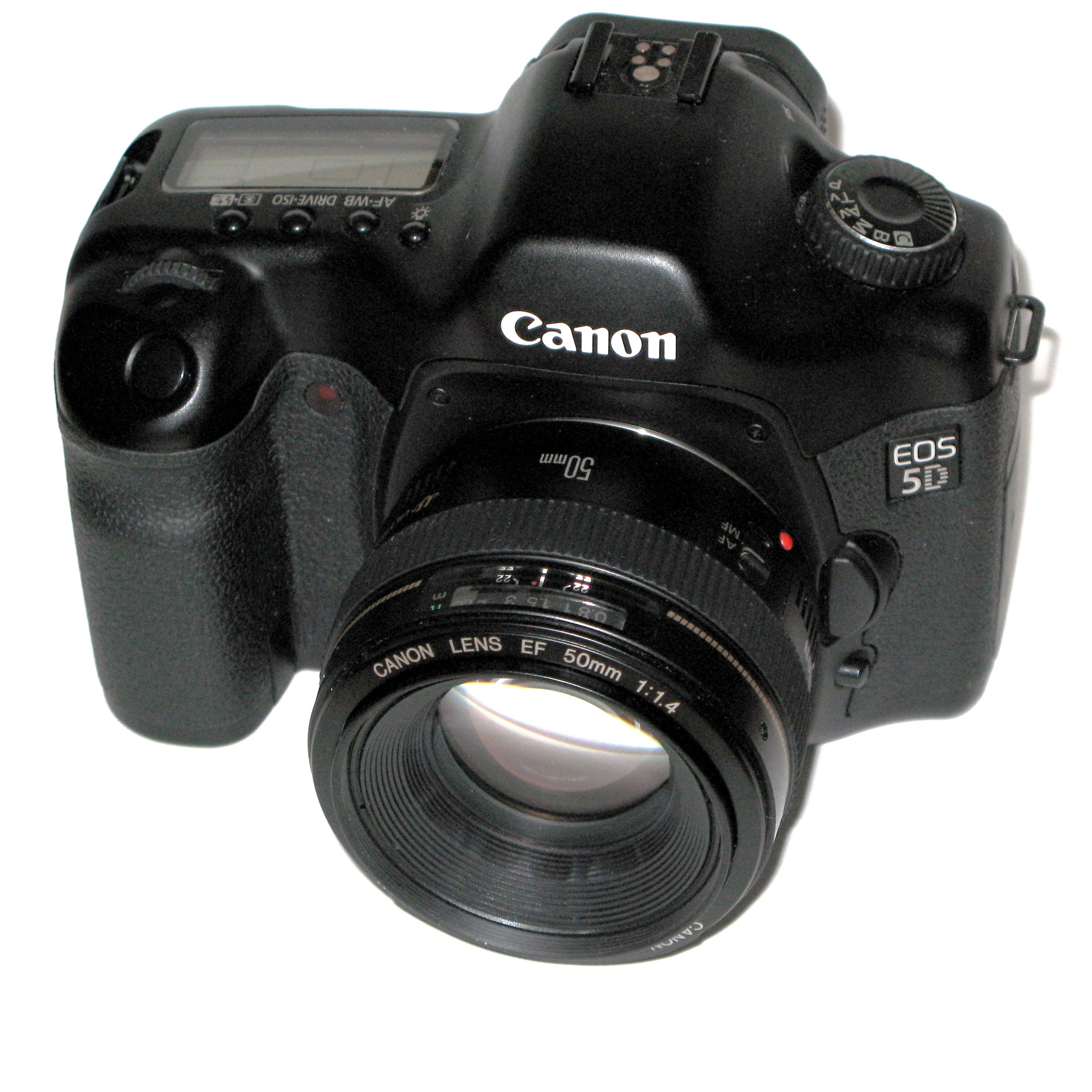
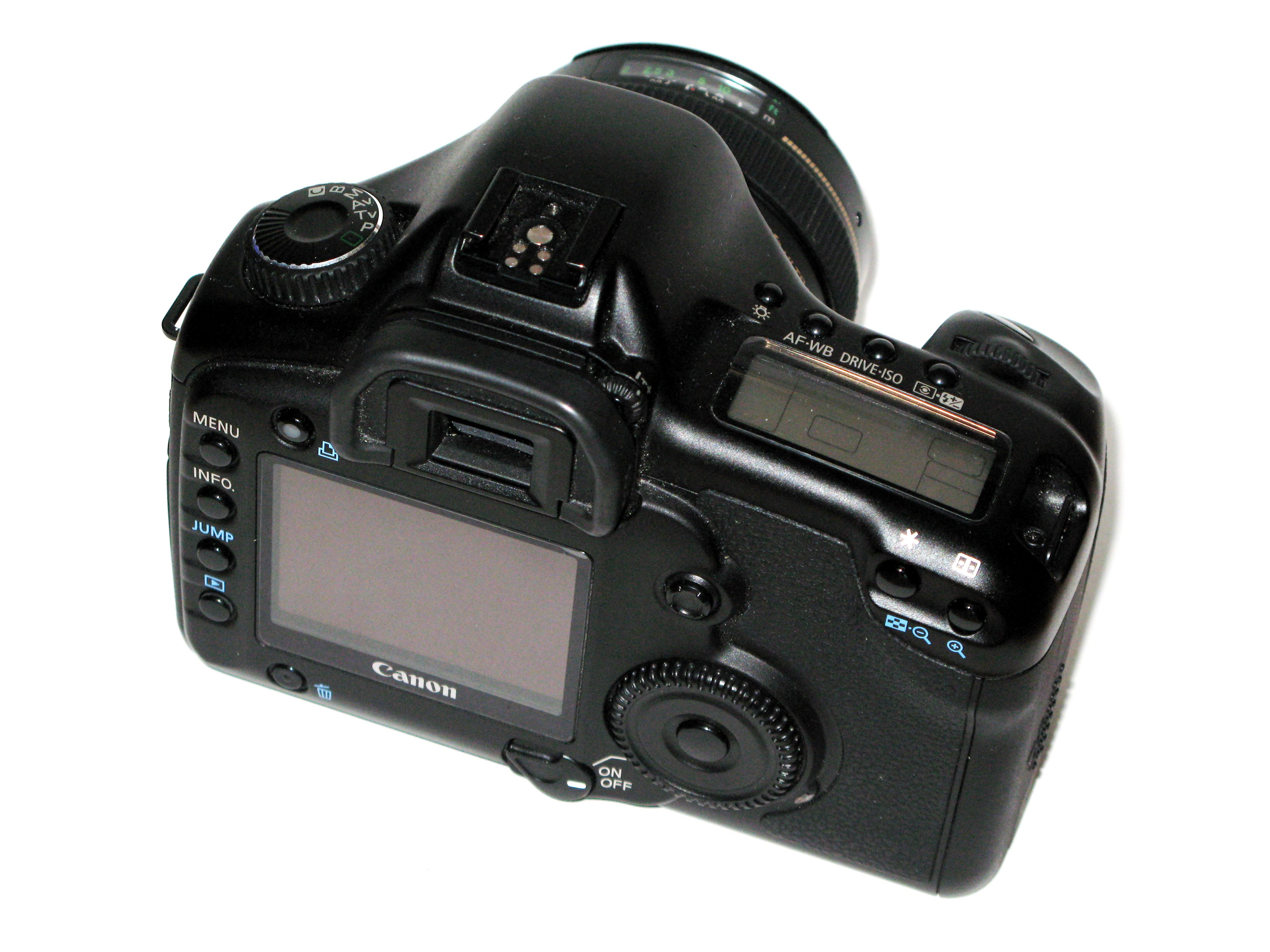
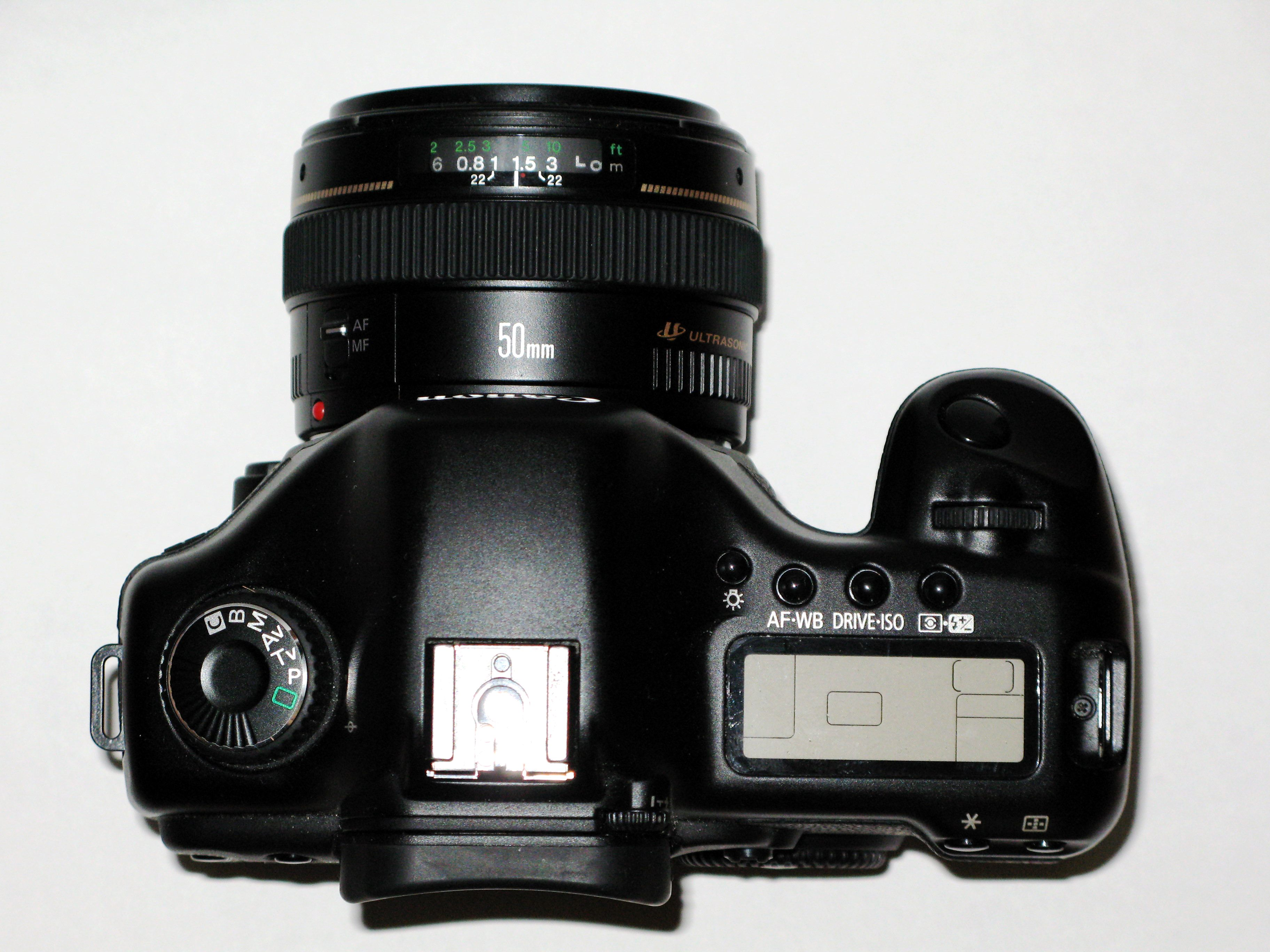

## 外部連結
- A List Of Canon EOS 5D Reviews
- Canon EOS 5D Product Page, Sample Images, Specifications
- Canon U.S.A. （页面存档备份，存于）
- Digital Photography Review EOS 5D Review article
- Fred Miranda Review EOS 5D （页面存档备份，存于）